# Alimentação forçada
Alimentação forçada ou gavagem é a prática de alimentar é o método de introdução de alimentos líquidos no estômago através de um 
tubo colocado pelo nariz ou boca. Usado para alimentação de
recém-nascidos ou animais de experimentação. 

## Em humanos
É uma forma pela qual recém nascidos prematuros, com incoordenação de sucção e deglutição, recebem alimentos (através de uma sonda orogástrica).
É também um método de alimentação e/ou administração de medicamentos que exige um mínimo de esforço, quando o paciente não consegue sugar ou engolir (disfagia).
Também pode ser usado como modo de alimentar pessoas à força, como por exemplo em prisões.

## Em animais

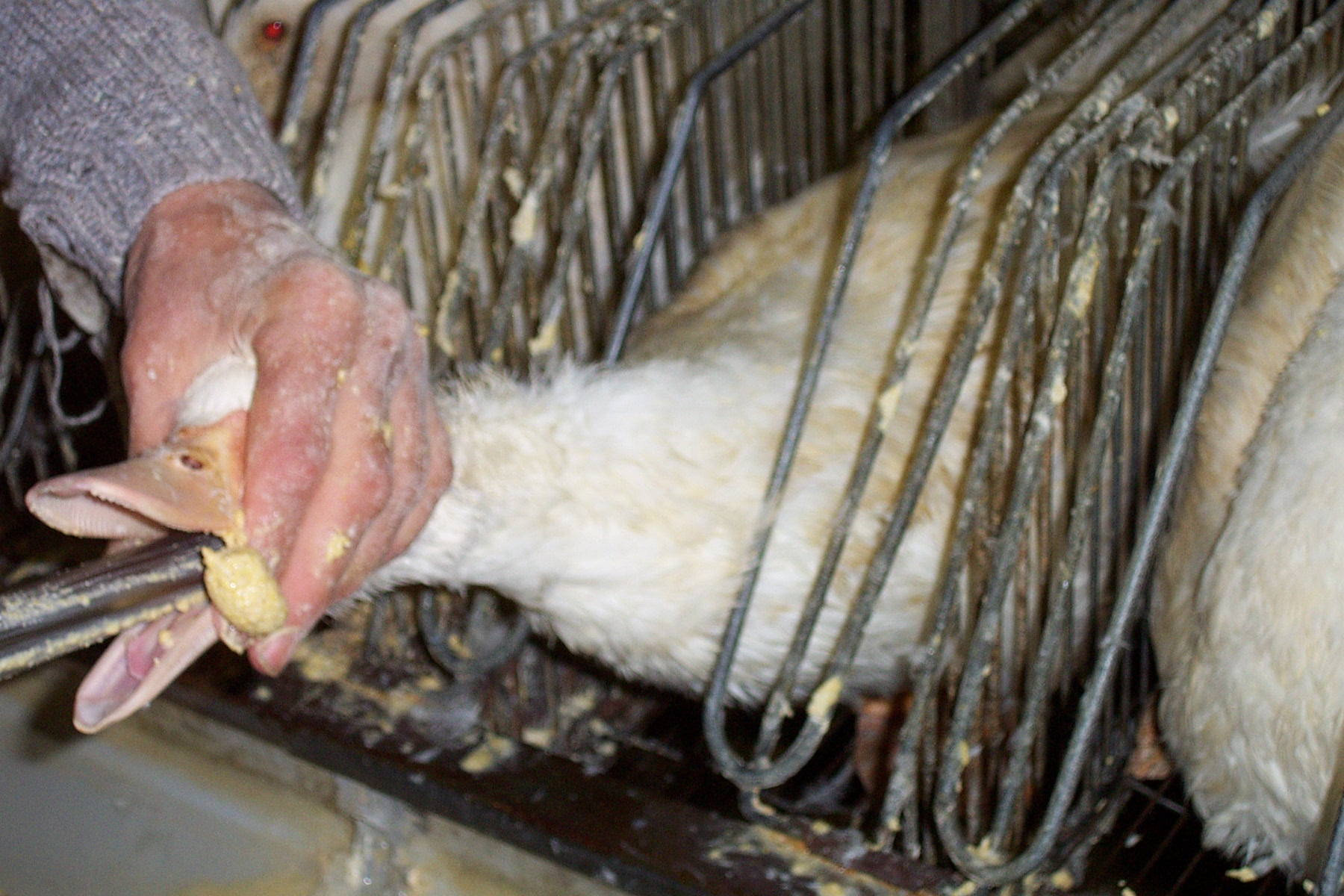
Exemplo de alimentação forçada em animais

Usada em animais de experimentações pré clinicas para controle biológico, ou seja, poder registrar e controlar o tipo e a quantidade de vitaminas, minerais e que o animal recebe, dando assim, mais confiabilidade aos dados registrados.
Também pode ser utilizado para fins gastronômicos: o "foie gras" (em francês, "fígado gordo"), é obtido através da introdução a força de grandes quantidades de milho através do esôfago de um ganso, o que faz com que o fígado do animal se torne acinzentado, ao invés do habitual vermelho vivo, e fique até seis vezes maior, considerado nesse ponto ideal para a produção do patê.